# Protandrena verbesinae
Protandrena verbesinae är en biart som först beskrevs av Timberlake 1955.  Protandrena verbesinae ingår i släktet Protandrena och familjen grävbin. Inga underarter finns listade i Catalogue of Life.